# Буганак (приток Белой)
Бугана́к (баш. Боғанаҡ) — река в России, протекает по территории Башкортостана. Устье реки находится в 1281 км по правому берегу реки Белая. Длина реки составляет 24 км. Количество притоков протяжённостью менее 10 км — 9, их общая длина составляет 30 км. Количество озёр в бассейне — 2, их общаяя площад — 0,22 км².

## Данные водного реестра
По данным государственного водного реестра России относится к Камскому бассейновому округу, водохозяйственный участок реки — Белая от водомерного поста Арский Камень до Юмагузинского гидроузла, речной подбассейн реки — Белая. Речной бассейн реки — Кама.
Код объекта в государственном водном реестре — 10010200212111100016983.